# Lake Palace
Il Lake Palace (un tempo noto come Jag Niwas) è un hotel con 83 camere e suite decorate con pareti di marmo. Si trova sull'isola di Jag Niwas nel lago Pichola, ad Udaipur in India. L'hotel è collegato alla terraferma da barche veloci che lo collegano al City Palace. 

## Storia
Fu costruito tra il 1743 e il 1746 dal Maharana Jagat Singh II (62º successore della dinastia reale del regno Mewar) di Udaipur, come palazzo d'inverno. Inizialmente fu denominato Jagniwas o Jan Niwas dal nome del suo fondatore.

Il palazzo fu costruito verso oriente, per consentire ai suoi abitanti di pregare Sūrya, il dio del Sole Hindu, alle prime luci dell'alba. I regnanti che seguirono lo adibirono a residenza estiva, tenendovi le riunioni formali (Durbar) nel chiostro, contornato da colonne, terrazze su pilastri, fontane e giardini

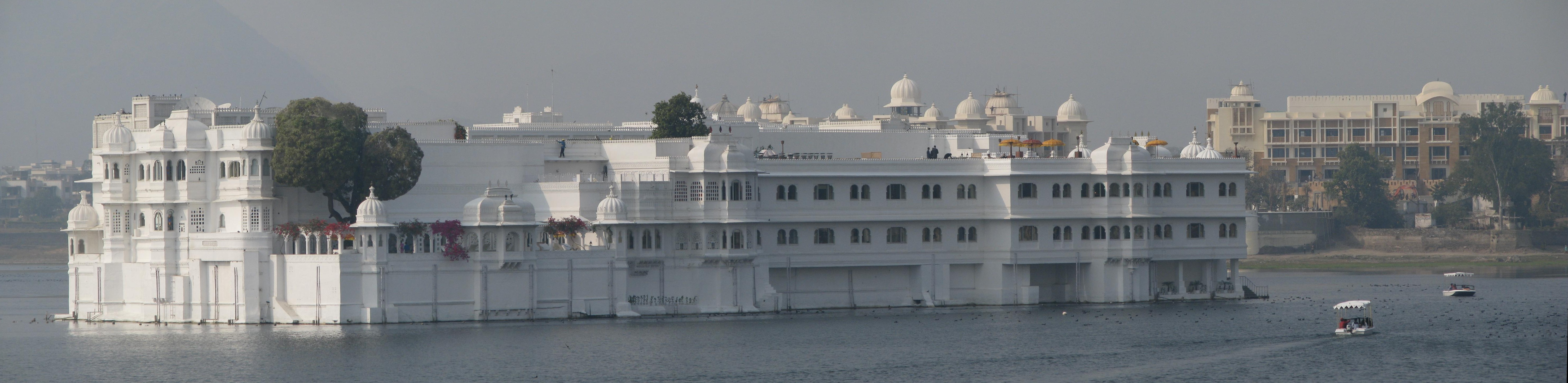
Lake Palace sul lago Pichola, Udaipur, India

La sala superiore ha forme circolare con un diametro di 7 metri. Il pavimento è intarsiato con marmo bianco e nero, le pareti sono dotate di nicchie e decorate con arabeschi di pietre colorate, la cupola è squisitamente di bella fattura.
Durante il famoso ammutinamento indiano Sepoy, nel 1857, molte famiglie europee fuggirono da Nimach e utilizzarono l'isola come asilo, offerto loro dal Maharana Swaroop Singh. Per proteggere i suoi ospiti, il Rana fece distruggere tutte le barche della città in modo che i ribelli non potessero raggiungere l'isola.
Dalla seconda metà del XIX secolo, il tempo e il clima hanno deteriorato gli straordinari palazzi d'acqua di Udaipur. Pierre Loti, uno scrittore francese, descrisse Jag Niwas come "ammuffito lentamente dalle emanazioni umide del lago." Circa nello stesso periodo, la ciclista Fanny Bullock-Workman e suo marito William Hunter Workman sono stati afflitto dallo "stile a buon mercato e di cattivo gusto" degli interni dei palazzi d'acqua con "un assortimento di mobili europei danneggiati, orologi di legno, ornamenti in vetro colorato, giocattoli, che apparivano al visitatore del tutto fuori luogo, aspettandosi naturalmente di trovare oggetti in stile orientale."
Durante il regno di Maharana Sir Bhopal Singh (1930–55) venne costruito un nuovo padiglione, Chandra Prakash, ma il Jag Niwas rimase inalterato e decadente. Geoffrey Kendal, uomo di teatro, descrisse il palazzo, nel corso della sua visita negli anni 1950, come "totalmente deserto, con il silenzio rotto solo dal ronzio delle nuvole di zanzare."

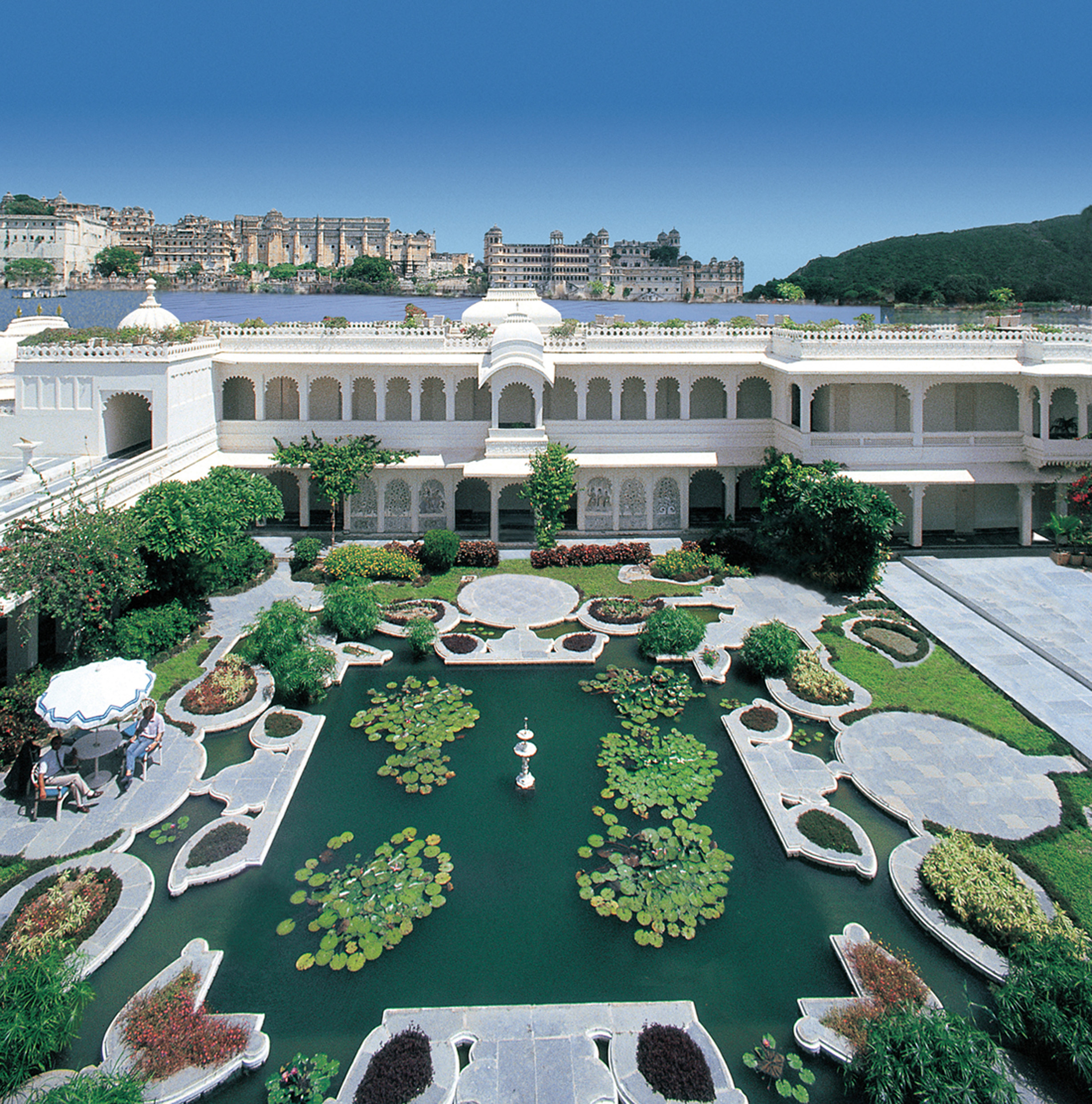
Lily Pond nel Lake Palace di Udaipur

Bhagwat Singh decise di convertire il Jag Niwas Palace nel primo hotel di lusso di Udaipur. Didi Contractor, un artista americano, fu il consigliere artistico per questa trasformazione. 
Nel 1971, l'hotel passò sotto il controllo delTaj Hotels Resorts and Palaces che aggiunse al 75 camere. Jamshyd D. F. Lam del Taj Group fu una delle persone chiave nella ristrutturazione, portando la struttura ad un elevato livello. Fu il primo direttore dell'albergo e il più giovane, all'epoca, in India.
Nel 2000, ha subito una nuova ristrutturazione.

## Bibliografia

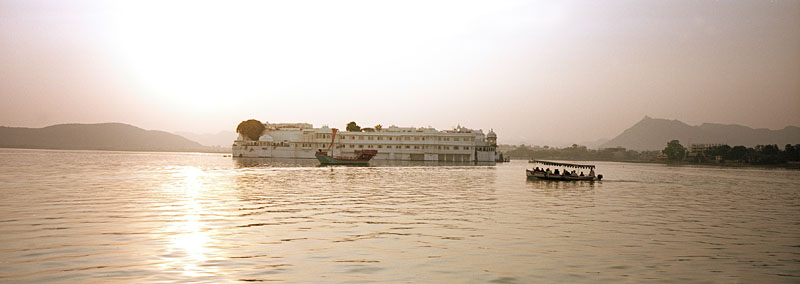
L'hotel Lake Palace